# Baichung Bhutia
Baichung Bhutia (बाईचुंग भुटिया; Tinkitam, 15 dicembre 1976) è un allenatore di calcio ed ex calciatore indiano, di ruolo attaccante, tecnico del Sikkim.
È stato il primo giocatore di nazionalità indiana a giocare in una squadra professionistica europea (nel Bury dal 1999 al 2002). Popolarissimo nel suo Paese, può perfino vantare uno stadio intitolato a suo nome, nella città di Namchi.
Di origine etnica tibetana (è nato nel Sikkim) e di religione buddista, nel 2008 si è rifiutato di svolgere il ruolo di tedoforo della fiaccola olimpica per protesta contro la repressione cinese in Tibet.
Nel 2010 ha fondato, in collaborazione con Carlos Queiroz e con la Nike, una scuola calcio, la Baichung Bhutia Football Schools.
Nell'agosto 2011 si è ritirato dalla Nazionale ed ha accettato l'incarico di allenatore dello Utd Sikkim.
Gioca la sua ultima partita con l'India nel gennaio 2012, nell'amichevole contro il Bayern Monaco.
Ha anche una piattaforma tecnologica end-to-end che monitora i progressi in tempo reale basati sull'analisi dei dati per fornire programmi di allenamento personalizzati per i singoli giocatori.

## Palmarès

### Giocatore

#### Club
- I-League: 1

East Bengal: 2003-2004
- Federation Cup (India): 4

Mohun Bagan: 2006, 2008
East Bengal: 2009, 2010
- Malaysia Super League: 1

Perak: 2003
- Malaysia Premier League: 1

Selangor: 2005
- I-League 2nd Division: 1

United Sikkim: 2012

#### Individuale
- Capocannoniere della Indian National Football League: 1

1996-1997 (14 gol)